# Billenkoek

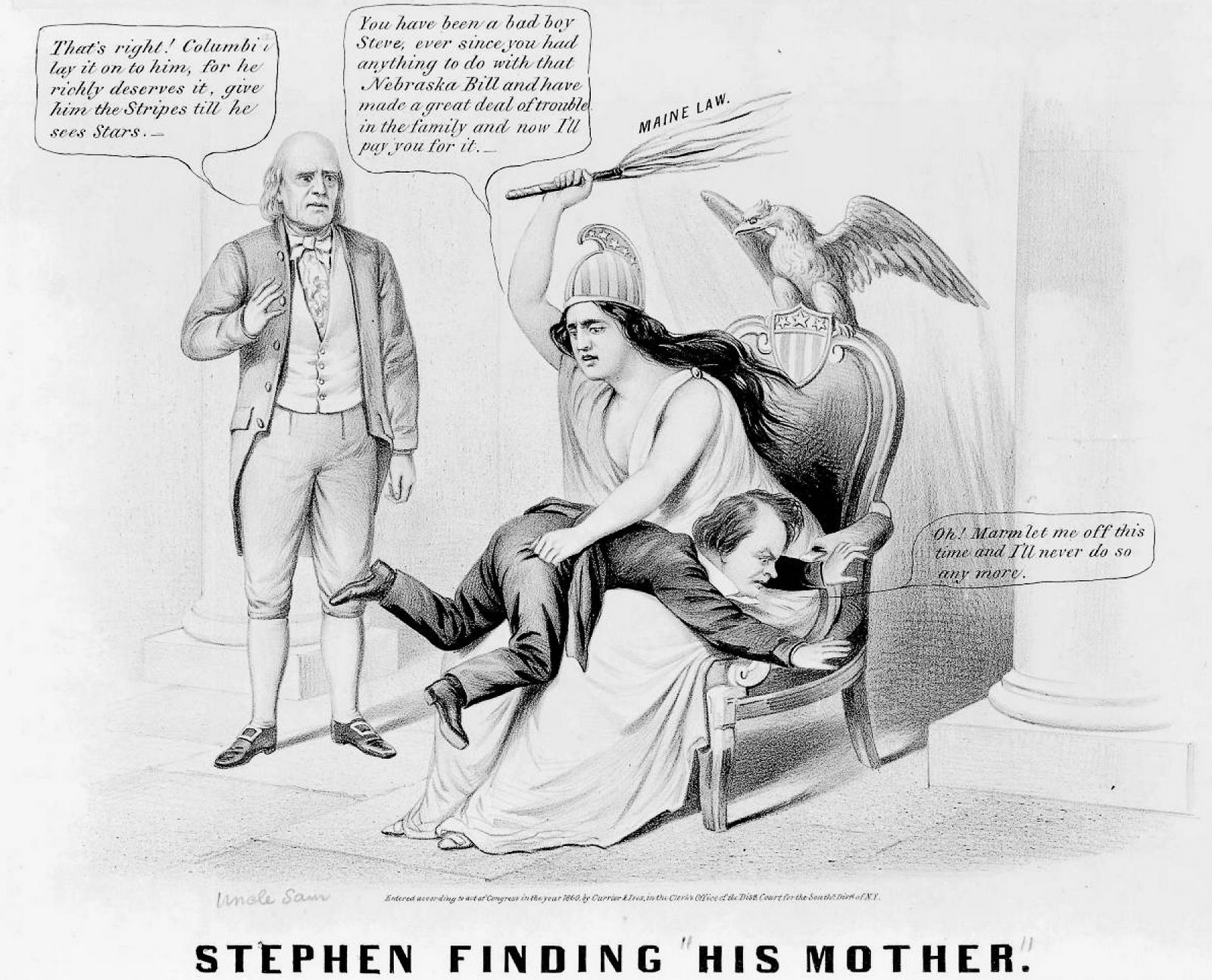
Politieke cartoon uit 1860 waarbij Stephen Douglas billenkoek krijgt van Columbia terwijl een eveneens allegorische derde figuur (Broeder Jonathan of een voorloper van Uncle Sam?) toekijkt. Douglas is zeer klein weergegeven om te benadrukken dat hij wel klein van stuk was, maar toch een groot redenaar, vandaar zijn bijnaam "The Little Giant".

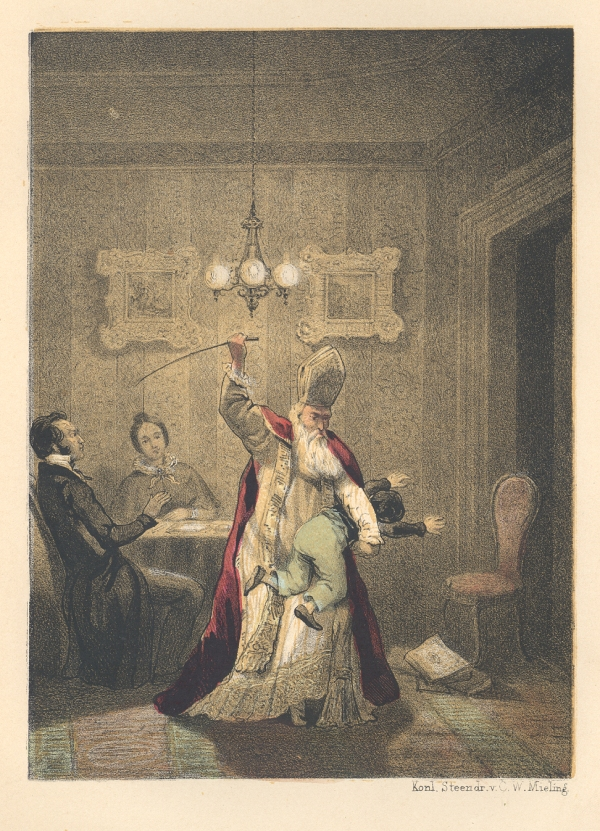
Sint Nikolaas-vertellingen voor de jeugd door C. van Schaick, 1849

Billenkoek is een lijfstraf die bestaat in het met de open hand of met een voorwerp slaan op de (blote) billen van kinderen of veroordeelden. 

## Etymologie en verwante termen
De herkomst van de term is waarschijnlijk een variatie op het gebruik van het woord koek. Kinderen die zich goed gedragen, krijgen als beloning lekkers zoals koek, maar als ze zich misdragen, krijgen ze 'andere koek', namelijk voor hun billen, zoals Zwarte Piet zowel lekkers als de roe meebrengt in de zak van Sinterklaas. Een andere verwante term is koeken uitdelen, dat 'een pak slaag geven' betekent. Door de associatie met jonge kinderen verleent billenkoek een vernederend karakter voor oudere slachtoffers. 

## Uitvoering en straffen
Billenkoek varieert van (een) corrigerende tik(ken) op - of 'een pak voor' de broek tot een pijnlijker pak slaag, vaak met een voorwerp (liniaal, zweep, (tucht)roede enz.); het kan zowel pijnlijker als vernederender zijn door toediening op de blote billen, wat in principe slechts in zwaardere gevallen gebeurde en naar veler huidige pedagogische inzichten een vorm van kindermishandeling wordt geacht door de wet en/of de overwegende publieke opinie in vele landen, vooral in het Westen. Met name in de VS loopt de situatie sterk uiteen van plaats tot plaats (meer in het Zuiden en rurale streken) en verandert geregeld, zowel in de wetgeving (op federaal, staats- of lokaal niveau) als in de schoolreglementen. 
In landen waar lijfstraffen nog gerechtelijk, in straf- en/of heropvoedingsinstellingen worden opgelegd is dat, zoals elders in het verleden, ook voor volwassenen vaak niet op de rug, zoals het meestal wordt voorgesteld in fictie, maar op het -veelal naakte- achterwerk, bv. de geduchte rotan-stokslagen in Zuidoost-Aziatische landen zoals Maleisië, Singapore en Thailand.

## SM
Het slaan op de billen kan ook seksuele passie opwekken. Voor sommigen vormt "billenkoek" geven en/of krijgen (als 'top' resp. 'bottom') dan ook een seksuele beleving, al dan niet in het kader van bdsm-rollenspel. Men spreekt dan hierbij van spanking.